# Pierre Rosenberg
Pierre Max Rosenberg (Parigi, 13 aprile 1936) è uno storico dell'arte e saggista francese, membro dell'Académie française.

## Biografia
Dopo essersi diplomato all'École du Louvre entrò al museo del Louvre come assistente, ne diventò curatore e infine direttore. Fu eletto all'Académie française il 7 dicembre 1995.

## Vita privata
È sposato con la baronessa Béatrice Juliette Ruth de Rothschild, madre di Marie Angliviel de la Beaumelle.

## Opere
- 1966 - Inventaire des collections publiques françaises, Rouen. Tableaux français du VIIe siècle et italiens des XVIIe et XVIIIe siècles
- 1970 - Il Seicento francese (serie I Maestri del Disegno)
- 1973 - Georges de La Tour, Fribourg (collaborazione)
- 1980 - La Donation Baderou au musée de Rouen, Cahiers de la Revue du Louvre
- 1983 - Chardin. Tout l'œuvre peint
- 1983 - Peyron, Paris (collaborazione)
- 1986 - Saint-Non. Fragonard. Panopticon italiano. Un diario di viaggio ritrovato. 1759-1761 (collaborazione)
- 1989 - Fragonard. Tout l'œuvre peint
- 1993 - Les frères Le Nain. Tout l'œuvre peint
- 1994 - Nicolas Poussin. 1594-1665. Catalogue raisonné des dessins (collaborazione; Prix de la Société d'étude du XVIIe siècle)
- 1994 - Collab. con Renaud Temperini, Poussin : « Je n'ai rien négligé », coll. Découvertes Gallimard (n° 233), ISBN 2070532690
- 1996 - Antoine Watteau. Catalogue raisonné des dessins (collaborazione)
- 1998 - Julien de Parme, 1736-1799
- 1998 - Georges de La Tour (collaborazione)
- 1999 - La pittura in Europa. La pittura francese (introduzione e direzione dei lavori)
- 1999 - Collab. con Hélène Prigent, Chardin : La nature silencieuse, coll. Découvertes Gallimard (n° 377), ISBN 2070534847
- 2000 - From Drawing to Painting
- 2001 - Michel-François Dandré-Bardon, 1700-1783
- 2002 - Jacques-Louis David. 1748-1825. Catalogue raisonné des dessins  (collaborazione)
- 2005 - De Raphaël à la Révolution. Les relations artistiques entre la France et l'Italie
- 2006 - Only in America: One Hundred Paintings in American Museums Unmatched in European Collections